# Marquay (Dordogne)
Marquay ist eine französische Gemeinde mit 587 Einwohnern (Stand 1. Januar 2022) im Département Dordogne in der Region Nouvelle-Aquitaine. Sie liegt inmitten eines Gebietes mit bedeutenden prähistorischen Fundstätten im Périgord noir.

## Geografie
Marquay liegt 137 Kilometer nordöstlich von Bordeaux, 40 Kilometer südwestlich von Brive-la-Gaillarde und etwa 10 Kilometer nordwestlich von Sarlat-la-Canéda, dem Hauptort des gleichnamigen Arrondissements. Nachbargemeinden von Marquay sind Peyzac-le-Moustier im Nordwesten, Tamniès im Norden, Saint-André-d’Allas im Südosten und Meyrals im Südwesten. Das Gemeindegebiet umfasst 2427 Hektar, die mittlere Höhe beträgt 184 Meter über dem Meeresspiegel, die Mairie steht auf einer Höhe von 220 Metern. Die Beune durchquert das Gemeindegebiet.
Marquay ist einer Klimazone des Typs Cfb (nach Köppen und Geiger) zugeordnet: Warmgemäßigtes Regenklima (C), vollfeucht (f), wärmster Monat unter 22 °C, mindestens vier Monate über 10 °C (b). Es herrscht Seeklima mit gemäßigtem Sommer.

## Geschichte
Im 13. Jahrhundert gehörte die Seigneurie und Burg Puymartin der ehemaligen Abtei Saint-Sacerdos in Sarlat-la-Canéda. 1271 vergab der Abt das Lehen an die Familie Serviens. Im Zuge des Hundertjährigen Kriegs wurde die Burg im Jahr 1357 von den Engländern erobert und 1358 zerstört. Um 1450 wurde die Anlage wiedererrichtet. Während der Hugenottenkriege (1562–1598) diente sie als Stützpunkt der Katholiken.
| Jahr | Einwohner |
| ---- | --------- |
| 1793 | 800       |
| 1861 | 1032      |
| 1896 | 816       |
| 1926 | 606       |
| 1975 | 406       |
| 2016 | 575       |

Die Einteilung in Seigneurien wurde durch die Französische Revolution (1789–1799) beendet. 1793 erhielt Marquay den Status einer Gemeinde und 1801 durch die Verwaltungsreform unter Napoleon Bonaparte (1769–1821) das Recht auf kommunale Selbstverwaltung.

## Kultur und Sehenswürdigkeiten

### Urgeschichtliche Fundstätten

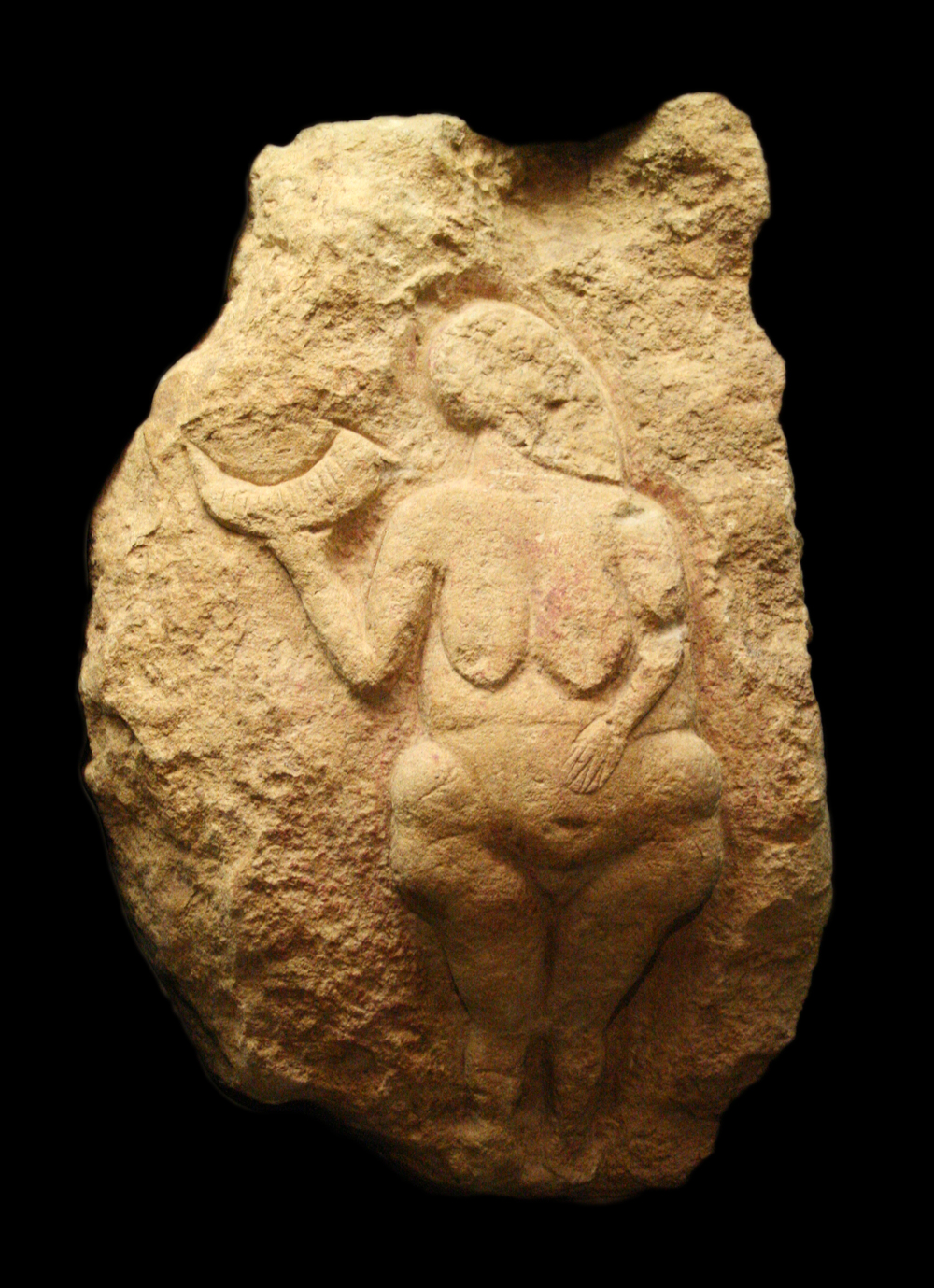
Die Venus von Laussel

Im Weiler La Grèze am Rand des Gemeindegebiets gibt es eine Höhle mit Felszeichnungen aus der Altsteinzeit. Die Höhle wurde früh entdeckt und seit 1914 nutzte der Prähistoriker Henri Breuil die Felszeichnung eines Bisons aus dieser Höhle für sein Datierungssystem. Die Höhle befindet sich heute im Privatbesitz und wurde im Jahr 2009 in das Zusatzverzeichnis der Monuments historiques eingetragen und damit denkmalgeschützt.
Etwas südwestlich von La Grèze befindet sich die urgeschichtliche Fundstätte von Laussel an der schon 1897 erste Grabungen durchgeführt wurden. Dieser Fundort wurde 2007 in das Zusatzverzeichnis der Monuments historiques eingetragen. Er befindet sich heute im Besitz einer privaten Vereinigung.
Eine weitere Höhle mit Felszeichnungen ist die Höhle von Puymartin. Sie beherbergt ein Flachrelief eines Pferdes. Die Höhle ist im Privatbesitz und wurde 1995 denkmalgeschützt.

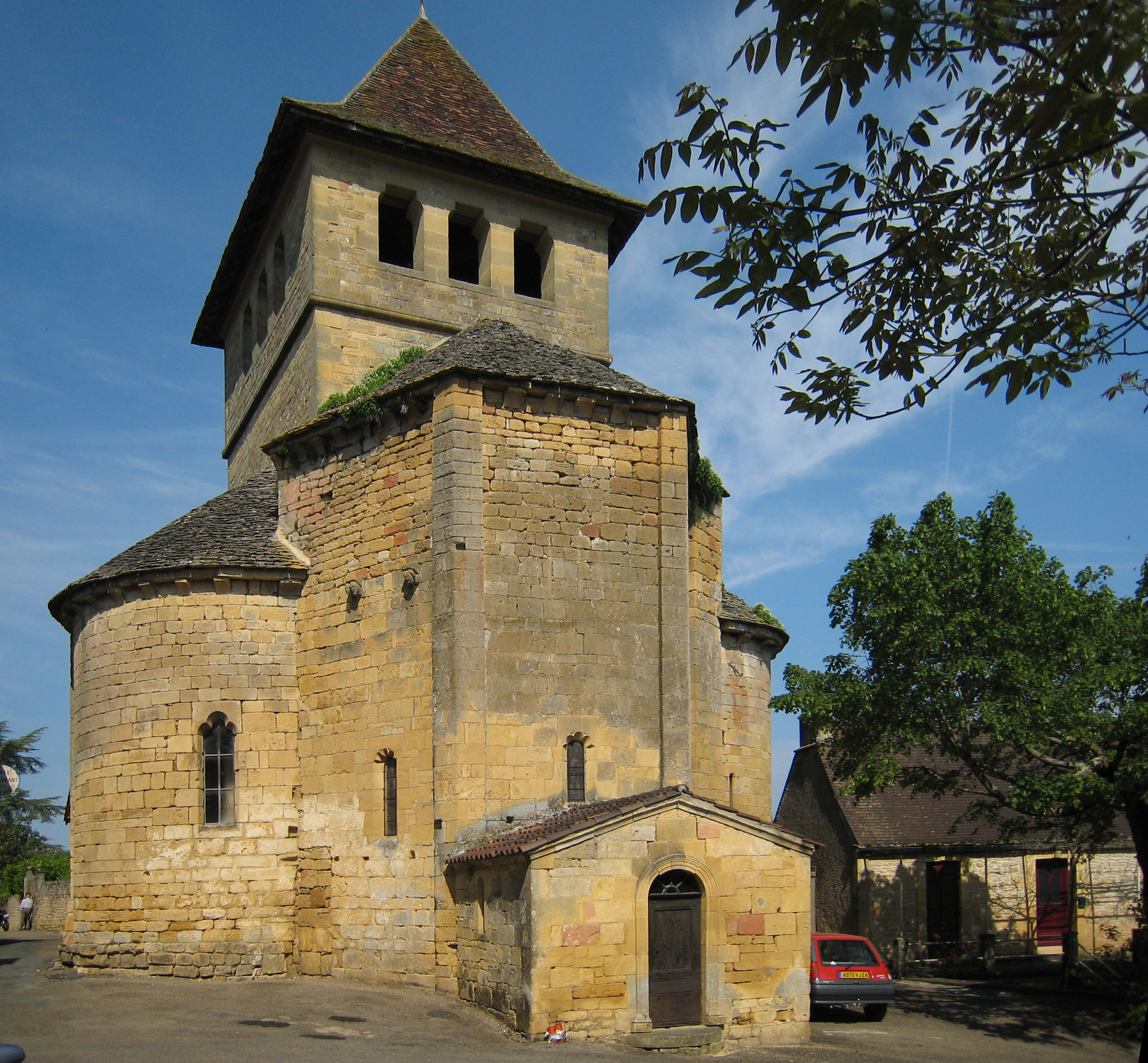
Romanische Wehrkirche von Marquay

Zwischen der Höhle von La Grèze und der Burg Laussel befindet sich der Abri des Cap Blanc. Vom Parkplatz der Fundstätte aus blickt man über das Tal der Beune zum Château de Commarque hinüber. Der Staat Frankreich kaufte den im Jahr 1908 entdeckten Abri im Jahr 2006. Im Abri gibt es einen skulpturierten Fries, der dreizehn Meter lang ist und aus zwei Abschnitten besteht, die insgesamt vierzehn Figuren als Hoch- oder Flachrelief zeigen. Acht der Figuren stellen Pferde dar. Auf den Figuren befinden sich Reste von Farbe. Es handelt sich hierbei um den einzigen urgeschichtlichen Skulpturenfries, der der Öffentlichkeit zugänglich ist. Er wird auf das mittlere Magdalénien datiert und kann ganzjährig besichtigt werden. Der Abri ist als Monument historique klassifiziert und zusätzlich als Weltkulturerbe denkmalgeschützt. Bei der Entdeckung fand man in der Höhle das Skelett einer Frau im Alter von 25 bis 35 Jahren. Die Gebeine wurden 1926 an das Field Museum of Natural History in Chicago verkauft. Heute wird am Fundort ein Faksimile gezeigt.

### Kirche Saint-Pierre-ès-Liens
Die am Rand von Marquay an der Durchgangsstraße liegende romanische Wehrkirche des Ortes stammt aus dem 12. und 13. Jahrhundert. Eine Besonderheit ist das Querhaus, dessen Arme Apsidialkapellen bilden. Um das Kirchenbauwerk herum gruppieren sich ansehnliche Häuser im typischen Stil des Périgord. Das Gebäude wurde 1910 als Monument historique eingestuft.

### Schloss Puymartin

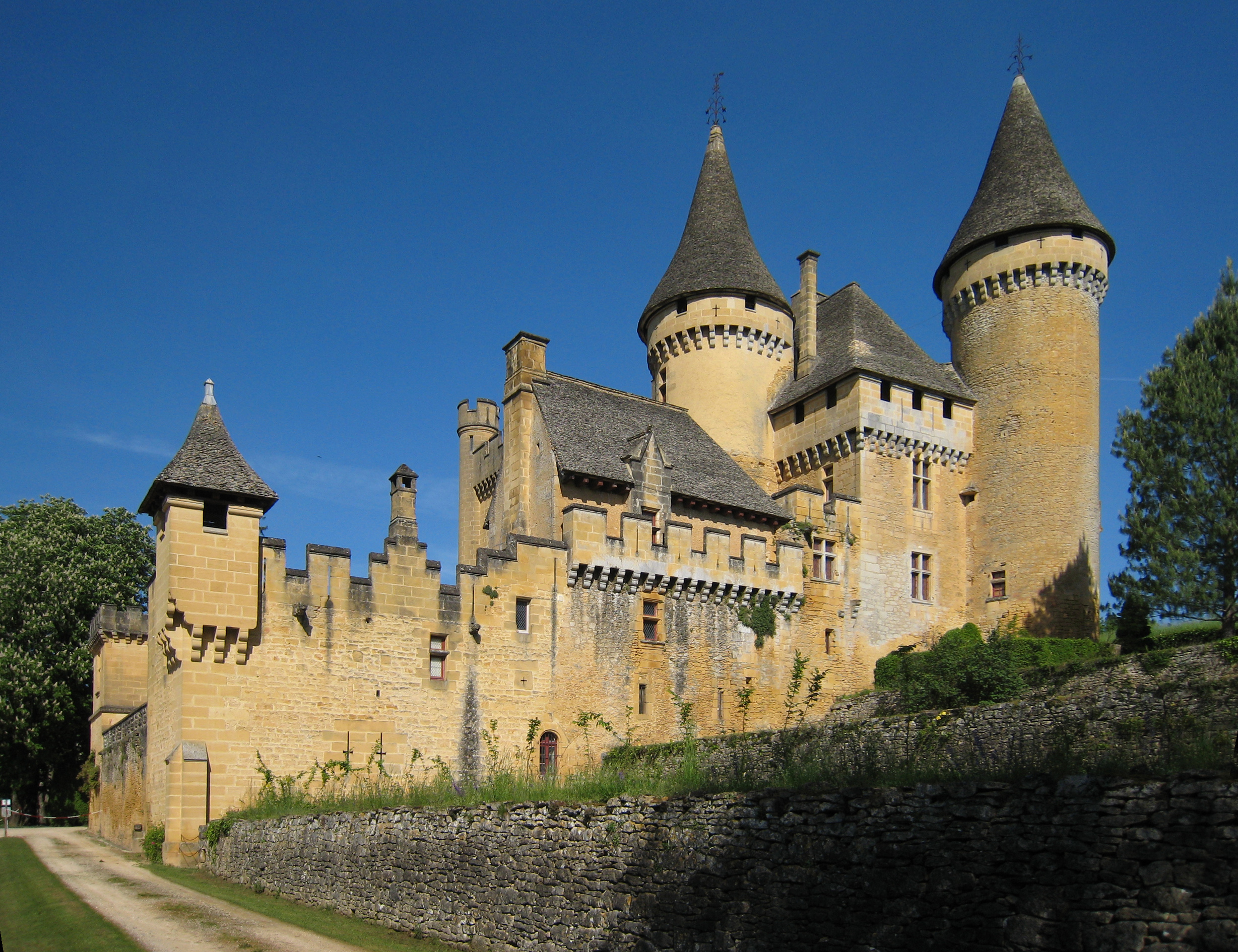
Schloss Puymartin

Das mit Scharwachttürmen und Kurtinen bestückte Schloss Puymartin wurde etwa 1269 erbaut. Die zwei Wohngebäude sind mit Türmen und Maschikulis verbunden. Im großen Saal sind der Kamin und Wandbehänge erhalten geblieben. Etwa 1890 wurde das Schloss restauriert. Im Schloss gibt es mehrere denkmalgeschützte Möbel und Kunstwerke aus dem 16. bis 18. Jahrhundert. Die Anlage kann von April bis November besichtigt werden.

## Wirtschaft und Infrastruktur
Im Jahr 2009 waren 33,8 Prozent der Erwerbstätigen in der Gemeinde beschäftigt, die anderen waren Pendler. 10 Prozent der Arbeitnehmer waren arbeitslos.
Es gibt eine Grundschule in der Gemeinde.
Auf dem Gemeindegebiet gelten kontrollierte Herkunftsbezeichnungen (AOC) für Haselnüsse (Noix du Périgord) sowie geschützte geographische Angaben (IGP) für Kalbfleisch (Veau du Limousin), Lammfleisch (Agneau du Périgord und Agneau du Quercy), Schweinefleisch (Porc du Limousin), Schinken (Jambon de Bayonne), Enten für Foie gras (Canard à foie gras du Sud-Ouest) und Weine der Bezeichnung Périgord.